# Universidade do Havaí em Hilo

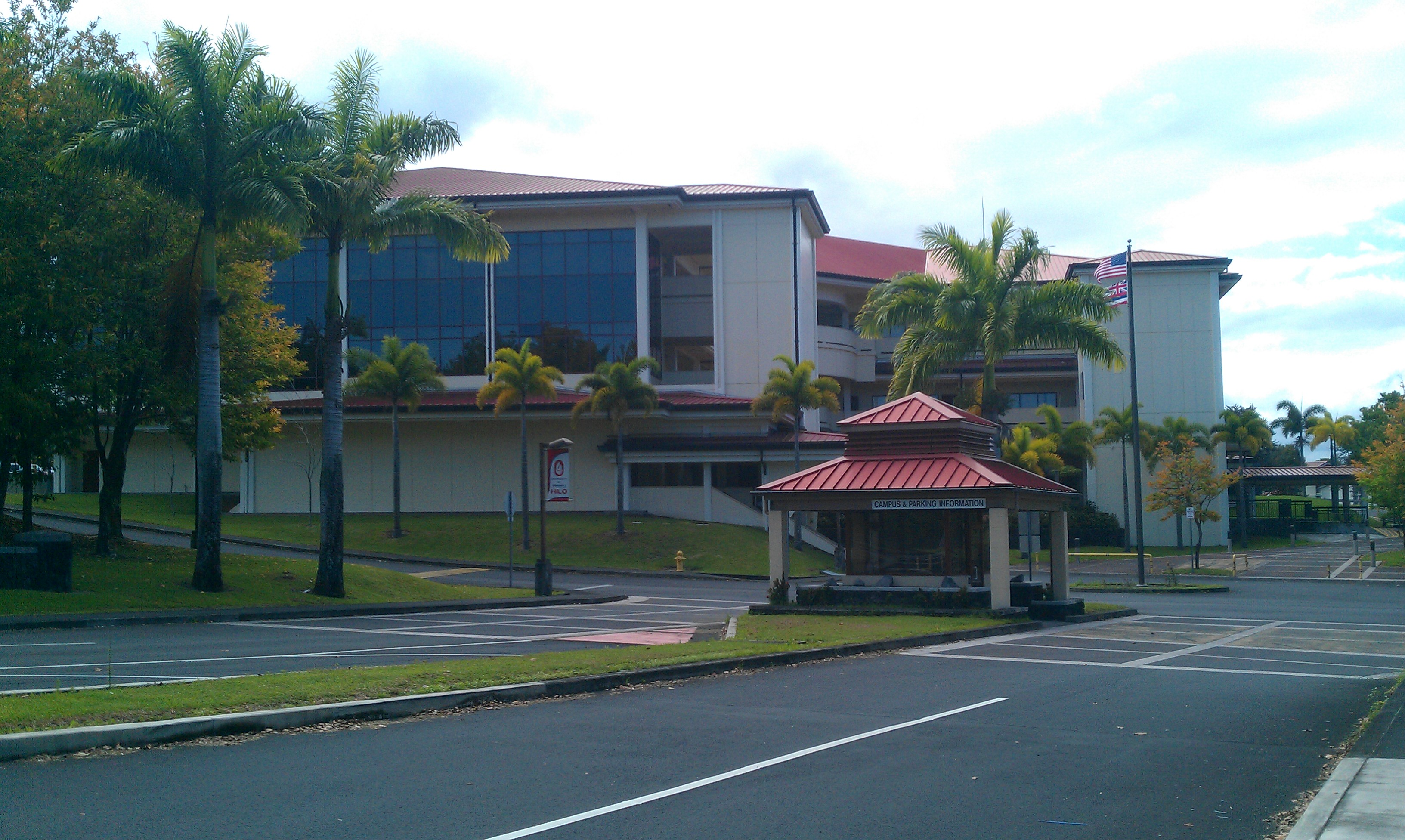
A entrada da universidade, em 2009.

A Universidade do Havaí em Hilo ou UH Hilo é uma universidade coeducacional público em Hilo, no Havaí, Estados Unidos. É um das dez ramificação da Universidade do Havaí. Foi fundada como Hawaiʻi Vocational College (Hawaiʻi College) em 1941. Em 1970 foi reorganizada por um ato da Assembleia Legislativa do Estado do Havaí.
A universidade foi credenciado pela Associação Ocidental das Escolas e Faculdades desde 1976. Ela oferece trinta e três programas de graduação e três de pós-graduação, e tem cerca de 3000 alunos; a maioria são moradores  do Havaí, mas há muitos estudantes internacionais também.